# Arundinella metzii
Arundinella metzii är en gräsart som beskrevs av Ferdinand von Hochstetter och Friedrich Anton Wilhelm Miquel. Arundinella metzii ingår i släktet Arundinella och familjen gräs. Inga underarter finns listade i Catalogue of Life.